# 世代間格差
世代間格差（せだいかんかくさ、英: intergenerational inequity）とは、一生の間に政府や自治体から受ける年金、社会福祉をはじめとするサービス（受益）と税や借金などによる負担の差が世代によって異なる事から生じる格差である。負担の差を世代ごとに計算して、損得を明らかにする手法は世代会計と呼ばれ、アメリカの財政学者 ローレンス・コトリコフ （英語:  Laurence Kotlikoff ）らが提唱した。極端な少子高齢化社会である日本において懸念される問題の一つである。

## 日本の状況
日本は、人類史上他に例を見ないほどの高齢化率を経験している。有権者に占める高齢者（65歳以上）の割合は、2012年には約30%となり、2050年代には45%に達すると予測されている。これに加えて若い世代の投票率が低いことから、政治家は高齢者に有利な政策を実施せざるを得ず、世代間格差に拍車をかけているということが指摘されている。

### 社会保障
日本の国民年金は、給付に必要な費用を現役世代が負担する賦課方式という方式をとっている。この方法は、少子高齢化によって受給者の比率が高くなった場合に、現役世代の負担が重くなり、負担額に応じた給付を得られなくなるという問題がある。試算によれば、厚生年金の場合、1940年生まれ世代と2010年生まれ世代との間で受益・負担の差額に約6000万円の格差が生じるといわれている。
| 生年   | 年金（厚生） | 医療（組合） | 介護   | 合計    | 合計損失(▲) |
| ------ | ------------ | ------------ | ------ | ------- | ----------- |
| 1950年 | +2.00%       | ▲1.20%       | +0.20% | +1.00%  |             |
| 1955年 | ▲1.60%       | ▲1.50%       | 0.00%  | ▲3.10%  |             |
| 1960年 | ▲3.50%       | ▲1.60%       | ▲0.20% | ▲5.30%  |             |
| 1965年 | ▲4.70%       | ▲1.60%       | ▲0.40% | ▲6.70%  |             |
| 1970年 | ▲5.80%       | ▲1.50%       | ▲0.50% | ▲7.80%  |             |
| 1975年 | ▲6.70%       | ▲1.50%       | ▲0.60% | ▲8.80%  |             |
| 1980年 | ▲7.30%       | ▲1.70%       | ▲0.70% | ▲9.80%  |             |
| 1985年 | ▲7.90%       | ▲2.10%       | ▲0.80% | ▲10.70% |             |
| 1990年 | ▲8.20%       | ▲2.50%       | ▲0.80% | ▲11.50% |             |
| 1995年 | ▲8.40%       | ▲2.80%       | ▲0.90% | ▲12.00% |             |
| 2000年 | ▲8.40%       | ▲3.10%       | ▲0.90% | ▲12.40% |             |
| 2005年 | ▲8.30%       | ▲3.40%       | ▲1.00% | ▲12.70% |             |
| 2010年 | ▲8.30%       | ▲3.60%       | ▲1.00% | ▲13.00% |             |
| 2015年 | ▲8.30%       | ▲3.90%       | ▲1.00% | ▲13.20% |             |

### 円高による影響
2007年頃から始まった円高不況とそれに伴うデフレーションは、現役労働者世代に大きな負担となる一方、年金生活者には有利に働くことが指摘されている。
政府や日本銀行がこの状況から抜け出すために有効な手段をとってこなかった理由として、高齢者層の支持を失うことを恐れたためだということが指摘されている。

### 雇用
日本では、卒業予定の学生（新卒者）を一括して採用する新卒一括採用と呼ばれる雇用慣行が一般的である。この慣行上では、求職者が新卒者である時に安定的な職を得られなかった場合、将来的にも安定的な職につくのは難しく、生涯に渡って影響を受ける。
不況などで企業が採用を絞ると、その年の新卒者は本人に起因しない理由によって大きな不利益を被ることになる。
終身雇用の慣行も状況を悪くしている。日本では、正社員の雇用は厳しく保護されている（⇒整理解雇の四要件）が、これは非正規労働者には適用されない。出口の見えない不況の中にあって、日本の企業は既存の正社員の雇用を守る代償として、新規の雇用を非正規雇用で置き換えつつある。
長引く不況によって安定的な職を得られない若者は増えており、2012年度に卒業した学生（進学した者を除く）のうち、そうした者は22.9%に及ぶ。
OECDは高齢化の影響で50 - 65歳の労働者層の割合が突出していることが、賃金のゆがみを大きくさせていると指摘している。

## 環境利用
世代間格差とは、環境問題の文脈でしばしば言及されるもので、より若い年齢層が環境破壊の悪影響を不釣り合いに経験することになる。例えば、2020年生まれの子どもたち（例えば「アルファ世代」）は現在の気候政策公約の下では、 1960年生まれの人たちと比較して、生涯を通じて2～7倍の異常気象、特に熱波を経験すると推定されている  。 一方高齢者は、人口動態の変遷・気候変動に対する関心の低さ・部屋の暖房や自家用輸送に使われるエネルギーのような炭素集約的製品への支出の多さなどの要因により、「過去10 年間に温室効果ガス排出量を増加させた主な責任があり、最大の貢献者になろうとしている」。

### 気候変動
以下も参照のこと： 気候変動訴訟と健全な環境への権利
2015年、若者の環境活動家グループは、気候変動に対する保護が不十分であるとして、アメリカ連邦政府を相手取り、ジュリアナ対アメリカ合衆国訴訟を起こした。彼らの声明は、気候変動に関連する損害のうち、若い世代が負担するコストが不均衡であることを強調している： 「ユース原告は、現存する最も若い世代を代表し、公的信託の受益者である。ユース原告は、大気やその他の重要な天然資源、生活の質、財産的利益、そして自由を保護するという、実質的、直接的、直接的な利益を有している。彼らはまた、生命、自由、財産に対する彼らの憲法上の権利、すなわち住みやすい未来に依存する権利を確保するために、気候システムが十分に安定した状態を維持することにも関心を持っている」。2016年11月、連邦地裁のアン・エイケン判事が連邦政府からの却下申し立てを却下したため、この訴訟は裁判にかけられることになった。彼女は意見と命令の中で、「私の "理性的判断 "を行使すれば、人間の生命を維持できる気候システムに対する権利が、自由で秩序ある社会の基本であることに疑いの余地はない」と述べた。
オーストラリアの政治家クリスティン・ミルン氏は、2014年の炭素価格撤廃法案を前に、自由国民党（2013年に国会議員に当選）とその閣僚を世代間泥棒と名指しする発言を行った。彼女の発言は、同党が累進的な炭素税政策を撤回しようとしていることと、それが将来の世代の世代間公平性に及ぼす影響に基づいていた。

### 弱い持続可能性と強い持続可能性
環境の世代間公平性を改善するために何をすべきかについて、「弱い持続可能性」の視点と「強い持続可能性」の視点の2つが提案されている。弱い」視点に立てば、将来の世代が直面する環境への損失が、（現代のメカニズム／指標によって測定される）経済的進歩の利益によって相殺されれば、世代間の公平性は達成される。強い」視点に立てば、いくら経済が進歩しても（あるいは現代の測定基準で測定しても）、将来の世代に劣化した環境を残すことを正当化することはできない。シャロン・ベダー教授によれば、「弱者」の視点は、どの本質的に価値のある資源が技術によって代替されないかわからないという、未来に関する知識の欠如によって損なわれる。さらに、動植物の多くの種に対して、さらなる害を避けることはできない。
ベダーの見解に異議を唱える学者もいる。ウィルフレッド・ベッカーマン教授は、「強力な持続可能性」は「道徳的に反感を買う」ものであり、特にそれが現在生存している人々に関する他の道徳的懸念に優先するものであると主張している。ベッカーマン教授は、社会にとって最適な選択は、将来世代よりも現在の世代の福祉を優先することであると主張している。ベッカーマンは、世代間の公平性を考慮する際に、将来世代の結果に割引率をかけることを提案している。ベッカーマンは、ブライアン・バリーやニコラス・ヴルサリスによって広く批判されている。
世代間衡平性や長期主義に関する環境問題の議論の経済学的基礎を批判する者もいる。例えば、人類学者のヴィンセント・イアレンティは、「偏狭な情報のサイロや学問分野のエコーチェンバーを無視した、より質感のある、多面的で多次元的な長期主義」を求めている。